# Teresa (telenovela de 1959)
Teresa es una telenovela mexicana, producción de la empresa Colgate-Palmolive en asociación con la empresa Telesistema Mexicano en 1959. La telenovela reafirmó la posición de México en la producción de telenovelas. Teresa obtuvo niveles de audiencia que rompieron todos los estatutos marcados por sus antecesoras.[cita requerida]
Fue protagonizada antagónicamente por Maricruz Olivier en el personaje titular. También contó con las participaciones estelares de Luis Beristáin, Beatriz Aguirre, Graciela Döring, Alicia Montoya y Antonio Bravo. 

## Trama
Esta telenovela cuenta la historia de Teresa (Maricruz Olivier), una hermosa joven de condición humilde que aspira a una mejor posición social, se avergüenza de su condición económica. Lucha desesperadamente para salir de la pobreza y la vecindad donde vive junto a su padre Armando (José Luis Jiménez), quien es mecánico y su madre Josefina (Alicia Montoya), que lava ropa. Teresa tiene un enamorado, Mario (Aldo Monti), quien es chófer y a su vez es estudiante de medicina, vive en la misma vecindad, Teresa le coquetea pero no lo acepta por este ser pobre. Al entrar a la universidad, Teresa se hace novia de un joven rico, Manuel (Antonio Raxel), este al conocer que vive en una vecindad, la quiere convertir en su amante, Teresa termina con este. El profesor Héctor de la Barrera (Antonio Bravo) se interesa en Teresa, la invita a su casa que comparte con su hermana Luisita (Beatriz Aguirre) y pone a su disposición su biblioteca para sus estudios. Teresa desprecia la pobreza de sus padres y los humilla. Le dice al profesor y a su hermana que sus padres la maltratan, ellos le piden que se mude a vivir con ellos, lo que ella acepta. Le hace ver al profesor que está enamorada de él. A la casa llega de visita José Antonio (Luis Beristáin), que es un joven rico, novio de Luisita. Al saber que es rico, Teresa se interesa en él. José Antonio le propone a Teresa trabajar para su bufete de abogados, ella acepta. El profesor se molesta con la actitud de Teresa, le hace creer que lo ama, pero lo evade constantemente y la echa de su casa. Teresa renta un departamento, invita a vivir con ella a su madrina Juana (Maruja Grifell), que es modista, y le confeccionó su vestido de graduación, pero le dice a José Antonio que es la sirvienta de sus padres a la que quiere mucho. Teresa hace que José Antonio se enamore de ella y le proponga matrimonio. Luisita visita a Teresa y ésta le dice que José Antonio se va a casar con ella, quedando muy impactada. José Antonio va a ver a Luisita para explicarle que se ha enamorado de Teresa, Luisita rompe su compromiso con él de inmediato, al enterarse el profesor discute con José Antonio y va a ver a Teresa, le confiesa su amor, ésta lo desprecia y le dice que nunca lo amó. Mario va al departamento de Teresa, ambos se confiesan que se aman, en esos momentos llega José Antonio que le trae un abrigo de mink, lo que le encanta a ella, le dice a Mario que José Antonio es su prometido con el que se casará. Teresa le hace ver a José Antonio y a su madre Doña Eulalia (Fanny Schiller) que sus padres son ricos y viven en Europa. Doña Eulalia le dice a Teresa que viajará a Francia para hacer sus compras para la boda y llegará hasta Suiza para pedir su mano a sus padres. Luego, Teresa desaparece por varios semanas y se inventa que sus padres murieron en un accidente. Doña Eulalia visita a Luisita y le dice de fallecimiento de los padres de Teresa en Europa, Luisita le dice que sus padres no han fallecido, que son personas humildes que viven en una vecindad. Doña Eulalia organiza una fiesta para el compromiso de José Antonio y Teresa, trae de invitados especiales a los padres de Teresa, quedando descubierta su mentira, Teresa abandona la fiesta muy afectada. José Antonio va al departamento de Teresa que a pesar de lo que hizo su madre y la mentira de Teresa, cumplirá con su promesa de matrimonio. Teresa le dice que no se casará con él, que no lo ama, que ama a Mario, que solo se iba a casar con él por su dinero, que se casara con Luisita, que ella si lo amaba. La madrina de Teresa le recrimina lo que hizo con sus padres y abandona el departamento. Teresa va a la casa del profesor y Luisita, les pide perdón, ellos no la perdonan. Teresa busca a Mario en su consultorio de médico, le dice que ha roto su pasado, que lo ama y quiere casarse con él. Mario le contesta que ya es tarde, que él se casó con Aurora (Graciela Döring), la mejor amiga de Teresa, y es muy feliz. Derrotada, Teresa se va a la casa de sus padres, allí se encuentra con el velatorio de su madre, su padre le dice que su madre ya descansó de ella y la echa de la casa sin permitirle la entrada. Y después de mucho caminar Teresa regresa a la feria donde una noche fue muy feliz con Mario, su amor verdadero. Pero los recuerdos se amotinan en su mente hasta que se vuelve loca, quedando vagando por las calles derramado lágrimas en medio de la soledad. 
Teresa comprende que a veces al apostar todo no se obtiene nada.

## Elenco
- Maricruz Olivier ... Teresa Martínez
- Aldo Monti ... Mario Vázquez
- Antonio Bravo ... Héctor de la Barrera
- Luis Beristáin ... José Antonio Meyer
- Beatriz Aguirre ... Luisa de la Barrera
- Graciela Döring ... Aurora Ferralde
- Alicia Montoya ... Josefina de Martínez
- José Luis Jiménez ... Armando Martínez
- Maruja Grifell ... Juana, Madrina de Teresa
- Andrea López ... Montserrat Gil
- Fanny Schiller ... Eulalia Vda de Meyer
- Antonio Raxel ... Manuel
- Angelines Fernández ... Esmeralda
- Enrique Couto
- Guillermo Rivas

## Otras versiones

### Televisión
- En 1965 se llevó la historia original de Mimí Bechelani a Brasil por TV Tupi llamada Teresa siendo protagonizada por Georgia Comide y Walmor Chagas.
- En 1967 se llevó a la pantalla El cuarto mandamiento, una producción de Valentín Pimstein protagonizada por Pituka de Foronda y Guillermo Zetina.
- En 1989 Lucy Orozco la llevó nuevamente a la pantalla como Teresa, con Salma Hayek y Rafael Rojas de protagonistas.
- En 2010, y como modo homenaje, el productor José Alberto Castro realiza una adaptación de esta telenovela con el mismo nombre, Teresa, protagonizada por Angelique Boyer, Aarón Díaz, Sebastián Rulli y Ana Brenda Contreras.

### Cine
En 1961 el guionista Edmundo Báez adaptó esta historia de Mimí Bechelani llevándola al cine en la película del mismo nombre dirigida por Alfredo B. Crevenna, la cual fue protagonizada nuevamente por Maricruz Olivier, Héctor Godoy y Luis Beristáin, además de que se conservó a parte del mismo elenco de esta telenovela como Alicia Montoya, Beatriz Aguirre y José Luis Jiménez.